# 武藤剛史
武藤 剛史（むとう たけし、1948年 - ）は、日本のフランス文学者、共立女子大学名誉教授。

## 人物・来歴
埼玉県生まれ。1973年京都大学文学部仏文科卒、同大学院博士課程中退。共立女子大学文芸学部助教授、教授。2019年定年退職、名誉教授。プルーストが専門。

## 著書
- 『プルースト 瞬間と永遠』洋泉社 1994
- 『印象・私・世界―『失われた時を求めて』の原母体』水声社 2017
- 『心はどこに在るか プルースト、サン＝テグジュペリ、まど・みちお』水声社 2020
- 『サン＝テグジュペリの世界　〈永遠の子ども〉の生涯と思想』講談社選書メチエ 2022

### 翻訳
- ジャン＝ヴィクトル・オカール『比類なきモーツァルト』白水社 1991、白水Uブックス 2010
- アニー・パラディ『モーツァルト魔法のオペラ』白水社 2005
- ミシェル・フイエ『キリスト教シンボル事典』白水社 文庫クセジュ 2006
- マリナ・フェレッティ『印象派 新版』 白水社 文庫クセジュ 2008
- パトリック・ドゥムイ『大聖堂』 白水社 文庫クセジュ 2010
- エリック・シブリン『「無伴奏チェロ組曲」を求めて バッハ、カザルス、そして現代』白水社 2011、新版2020
- ミシェル・アンリ『キリストの言葉 いのちの現象学』白水社 2012
- ピエール・ラビ『良心的抵抗への呼びかけ 地球と人間のためのマニフェスト』四明書院 2015
- ミシェル・ロクベール『異端カタリ派の歴史 十一世紀から十四世紀にいたる信仰、十字軍、審問』講談社選書メチエ 2016
- フィリップ・ジョルダン『100語でたのしむオペラ』田口亜紀共訳 白水社文庫クセジュ 2016
- アンドレ・ドーテル『夜明けの汽車 その他の物語』舷燈社 2017
- ソニア・ダルトゥ『ギリシア神話シンボル事典』白水社文庫クセジュ 2018
- アンドレ・ドーテル『魔法の森 その他の話』ことな イラスト、舷燈社 2019
- ラ・ロシュフコー『箴言集』講談社学術文庫 2019
- ベネディクト・セール『キリスト教会史100の日付』文庫クセジュ 白水社 2020

## 論文
- <武藤剛史